# Aeroporto di Bost
L'Aeroporto di Bost (IATA: BST, ICAO: OABT) è un aeroporto civile dell'Afghanistan che serve la città di Lashkar Gah, capoluogo della provincia di Helmand.
L'infrastruttura è localizzata a circa 8 km a nord della confluenza fra i fiumi Arghandab e Helmand, sulla riva orientale di quest'ultimo.

## Storia

### Riqualificazione
Nel giugno 2009 si sono conclusi i lavori di riqualificazione dell'aeroporto, con la costruzione di un nuovo terminal e l'allungamento e rifacimento completo in conglomerato bituminoso della pista. Il progetto, dal costo totale di 12,5 milioni USD, è stato finanziato congiuntamente dall'Agenzia degli Stati Uniti per lo Sviluppo Internazionale (USAID) e dal Dipartimento per lo sviluppo internazionale del Regno Unito (DFID).

## Dati tecnici
L'aeroporto, posto ad un'altitudine di 774 m s.l.m. (2540 ft), dispone di una singola pista, numerata 01/19, lunga 2301 m e larga 30 m (7549 × 100 ft) con fondo in conglomerato bituminoso. Sono inoltre presenti una taxiway e 2 apron.
Prima della riqualificazione avvenuta nel 2009, la pista presentava un fondo ghiaioso ed aveva una lunghezza di 1900 m e una larghezza di 46 m (6233 × 150 ft).

## Collegamenti
L'aeroporto è collegato alla città di Lashkar Gah tramite una stretta strada sterrata.